# Grande Fratello VIP (quarta edizione)
La quarta edizione del reality show Grande Fratello VIP è andata in onda in diretta in prima serata su Canale 5 dall'8 gennaio all'8 aprile 2020. È durata 92 giorni, ed è stato condotto per la prima volta da Alfonso Signorini, affiancato dagli opinionisti Pupo (assente nell'undicesima puntata del 14 febbraio 2020) e Wanda Nara (presente per le prime quindici puntate e in collegamento per la finale).
Le vicende dei concorrenti sono state trasmesse da Canale 5 in prima serata con un doppio appuntamento settimanale (inizialmente in onda al mercoledì e al venerdì, poi il lunedì e il venerdì ed infine solo il mercoledì), mentre la trasmissione delle strisce quotidiane nel day-time è stata affidata a Canale 5 e a Italia 1. Inoltre la diretta è stata visibile su La5 in determinate fasce orarie e su Mediaset Extra in diretta dalle 9:00 alle 6:00 del giorno successivo e in streaming su Mediaset Play con due regie dedicate. Questa è stata la prima edizione caratterizzata dal fatto di avere frequentemente due dirette a settimana invece di una sola, accelerando così le dinamiche delle nomination ed eliminazioni.
A febbraio era stato deciso e ufficializzato un prolungamento sino al 27 aprile, che avrebbe portato a una durata di 111 giorni, ma a causa della pandemia di COVID-19 che ha duramente colpito l'Italia è stata successivamente ripristinata la durata originariamente prevista. Sempre a causa del virus, a partire da domenica 8 marzo nessun ospite ha più potuto accedere alla Casa.
Questa è la prima edizione anche ad avere come partecipanti degli ex concorrenti del format classico del reality, ovvero Salvo Veneziano e Sergio Volpini, concorrenti del GF1, Pasquale Laricchia, concorrente del GF3, e Patrick Ray Pugliese, concorrente del GF4 e del GF12.
Dalla sedicesima puntata in poi il programma ha dovuto rispettare le procedure governative imposte dovute alla pandemia di COVID-19 ed è andato in onda senza pubblico in studio; inoltre, sempre da questa puntata, Alfonso Signorini, abitando a Milano, ha condotto il programma da Cologno Monzese nello studio di CR4 - La Repubblica delle Donne, poi dalla diciottesima puntata in quello di Quarto grado e Verissimo. Date le circostanze non erano presenti Wanda Nara e i concorrenti eliminati; con quasi tutti loro sono stati però realizzati alcuni collegamenti dalle loro abitazioni e dallo studio di Cinecittà (che è rimasto completamente chiuso soltanto in occasione della diciottesima e della diciannovesima puntata).
Come già successe nella sedicesima edizione del Grande Fratello, anche in questa edizione durante l'ultima settimana i concorrenti in casa sono stati sette, e non sei come le scorse edizioni VIP; inoltre, di questi sono stati decretati ufficialmente finalisti in sei, prima volta in assoluto nella storia del programma.
L'edizione è stata vinta da Paola Di Benedetto, che ha donato l'intero montepremi di 100 000 euro in beneficenza per l'emergenza sanitaria causata dal COVID-19.

## La casa
La zona nominata Caverna, presente nella scorsa edizione del programma, è stata smantellata ufficialmente. Al suo posto esiste una nuova zona della casa chiamata Privé, che in realtà si tratta di un magazzino in stato di degrado, dove risiedono per la prima settimana i quattro ex concorrenti del GF (Salvo Veneziano, Sergio Volpini, Patrick Ray Pugliese e Pasquale Laricchia), insieme a uno degli altri concorrenti (Fabio Testi).
In casa è presente il confessionale con una poltrona dorata, pensata per mettere in evidenza la ricchezza della casa rispetto al Privé. Inoltre sono presenti sei stanze particolari: la Glass Room, la Panic Room, la Stanza Super Led, la Stanza del Castigatore, la Suite e la Mystery Room.

## Concorrenti
L'età dei concorrenti si riferisce al momento dell'ingresso nella casa.
| Concorrente               | Età     | Professione                                | Luogo di nascita        | Stato                |
| ------------------------- | ------- | ------------------------------------------ | ----------------------- | -------------------- |
| Paola Di Benedetto        | 25 anni | Showgirl, modella                          | Vicenza                 | Vincitrice           |
| Paolo Ciavarro            | 28 anni | Personaggio TV                             | Roma                    | Secondo classificato |
| Sossio Aruta              | 49 anni | Personaggio TV, calciatore                 | Castellammare di Stabia | Terzo classificato   |
| Patrick Ray Pugliese      | 42 anni | Personaggio TV                             | Teheran                 | Quarto classificato  |
| Aristide Malnati          | 55 anni | Egittologo                                 | Milano                  | Quinto classificato  |
| Antonella Elia            | 56 anni | Showgirl                                   | Torino                  | Sesta classificata   |
| Andrea Denver             | 28 anni | Modello                                    | Verona                  | Eliminato            |
| Teresanna Pugliese        | 32 anni | Blogger                                    | Napoli                  | Eliminata            |
| Licia Nunez               | 41 anni | Attrice                                    | Barletta                | Eliminata            |
| Antonio Zequila           | 56 anni | Attore, personaggio TV                     | Atrani                  | Eliminato            |
| Sara Soldati              | 21 anni | Modella                                    | Bologna                 | Eliminata            |
| Fernanda Lessa            | 42 anni | Showgirl, disc jockey                      | Rio de Janeiro          | Eliminata            |
| Adriana Volpe             | 46 anni | Conduttrice TV                             | Trento                  | Ritirata             |
| Valeria Marini            | 52 anni | Showgirl                                   | Roma                    | Eliminata            |
| Fabio Testi               | 78 anni | Attore                                     | Peschiera del Garda     | Eliminato            |
| Asia Valente              | 23 anni | Influencer                                 | Benevento               | Eliminata            |
| Andrea Montovoli          | 34 anni | Attore                                     | Porretta Terme          | Ritirato             |
| Clizia Incorvaia          | 39 anni | Modella, fashion blogger                   | Pordenone               | Espulsa              |
| Pacifico "Pago" Settembre | 48 anni | Cantante                                   | Quartu Sant'Elena       | Eliminato            |
| Serena Enardu             | 43 anni | Personaggio TV                             | Quartu Sant'Elena       | Eliminata            |
| Barbara Alberti           | 76 anni | Scrittrice, sceneggiatrice, opinionista TV | Umbertide               | Ritirata             |
| Michele Cucuzza           | 67 anni | Conduttore TV, giornalista                 | Catania                 | Eliminato            |
| Carlotta Maggiorana       | 28 anni | Modella, attrice                           | San Severino Marche     | Ritirata             |
| Rita Rusić                | 59 anni | Produttrice cinematografica                | Parenzo                 | Eliminata            |
| Iván González             | 27 anni | Modello                                    | Jerez de la Frontera    | Eliminato            |
| Pasquale Laricchia        | 47 anni | Personaggio TV                             | Bari                    | Eliminato            |
| Sergio Volpini            | 45 anni | Imprenditore                               | Ancona                  | Eliminato            |
| Elisa De Panicis          | 28 anni | Influencer                                 | Milano                  | Eliminata            |
| Salvo Veneziano           | 45 anni | Imprenditore                               | Siracusa                | Espulso              |

### Ospiti
| Ospite              | Permanenza   | Professione                           | Luogo di nascita  |
| ------------------- | ------------ | ------------------------------------- | ----------------- |
| Serena Enardu       | Giorni 1-3   | Personaggio TV                        | Quartu Sant'Elena |
| Valeria Marini      | Giorni 20-21 | Showgirl                              | Roma              |
| Gianluca Irpino     | Giorni 20-24 | Personaggio TV                        | Milano            |
| Jacopo Poponcini    | Giorni 20-24 | Modello, calciatore                   | Arezzo            |
| Matteo Alessandroni | Giorni 20-24 | Modello, calciatore, personal trainer | Roma              |

## Tabella delle nomination
Legenda
     Concorrente immune dalle nomination
     Concorrente in nomination
     Concorrente salvato
     Concorrente direttamente in nomination
     Concorrente candidato alla finale
     Concorrente finalista

|                        | Settimana 1                     | Settimana 1                 | Settimana 2                                             | Settimana 2                                             | Settimana 2                                             | Settimana 2                                             | Settimana 2                                             | Settimana 2                                             | Settimana 3                 | Settimana 3                 | Settimana 3                                | Settimana 3                 | Settimana 3                 | Settimana 4                                                  | Settimana 4                                                  | Settimana 4                                                    | Settimana 4                                                    | Settimana 5                                  | Settimana 5                                  | Settimana 6                                | Settimana 6                                | Settimana 6                                                     | Settimana 6                                                     | Settimana 7                                    | Settimana 7                                    | Settimana 7                                     | Settimana 7                                     | Settimana 8                                              | Settimana 8                                              | Settimana 10            | Settimana 10            | Settimana 11                   | Settimana 11                   | Settimana 11             | Settimana 11             | Settimana 12                    | Settimana 12                    | Settimana 12                | Settimana 12                | Settimana 13                       | Settimana 13                       | Settimana 13                       | Settimana 13                       | Settimana 13                       | Settimana 13                       | Ultima settimana                                        | Ultima settimana                                        | Numero totale di nomination |
| Giorno 1               | Giorno 3                        | Giorno 8                    | Giorno 8                                                | Giorno 10                                               | Giorno 10                                               | Giorno 10                                               | Giorno 13                                               | Giorno 17                                               | Giorno 17                   | Giorno 20                   | Giorno 20                                  | Giorno 20                   | Giorno 24                   | Giorno 24                                                    | Giorno 27                                                    | Giorno 27                                                      | Giorno 34                                                      | Giorno 34                                    | Giorno 38                                    | Giorno 38                                  | Giorno 41                                  | Giorno 41                                                       | Giorno 45                                                       | Giorno 45                                      | Giorno 48                                      | Giorno 48                                       | Giorno 55                                       | Giorno 55                                                | Giorno 64                                                | Giorno 64               | Giorno 71               | Giorno 71                      | Giorno 71                      | Giorno 71                | Giorno 78                | Giorno 78                       | Giorno 78                       | Giorno 78                   | Giorno 85                   | Giorno 85                          | Giorno 85                          | Giorno 85                          | Giorno 85                          | Giorno 85                          | Giorno 92                          | Giorno 92                                               |                                                         | Numero totale di nomination |
| ---------------------- | ------------------------------- | --------------------------- | ------------------------------------------------------- | ------------------------------------------------------- | ------------------------------------------------------- | ------------------------------------------------------- | ------------------------------------------------------- | ------------------------------------------------------- | --------------------------- | --------------------------- | ------------------------------------------ | --------------------------- | --------------------------- | ------------------------------------------------------------ | ------------------------------------------------------------ | -------------------------------------------------------------- | -------------------------------------------------------------- | -------------------------------------------- | -------------------------------------------- | ------------------------------------------ | ------------------------------------------ | --------------------------------------------------------------- | --------------------------------------------------------------- | ---------------------------------------------- | ---------------------------------------------- | ----------------------------------------------- | ----------------------------------------------- | -------------------------------------------------------- | -------------------------------------------------------- | ----------------------- | ----------------------- | ------------------------------ | ------------------------------ | ------------------------ | ------------------------ | ------------------------------- | ------------------------------- | --------------------------- | --------------------------- | ---------------------------------- | ---------------------------------- | ---------------------------------- | ---------------------------------- | ---------------------------------- | ---------------------------------- | ------------------------------------------------------- | ------------------------------------------------------- | --------------------------- |
| Preferiti/e della casa | Nessuno                         | Nessuno                     | Nessuno                                                 | Nessuno                                                 | Nessuno                                                 | Nessuno                                                 | Nessuno                                                 | Adriana Andrea Aristide Barbara Pago Paolo Rita         | Nessuno                     | Nessuno                     | Adriana Andrea Antonio Aristide Pago Paolo | Nessuno                     | Nessuno                     | Adriana Antonella Antonio Aristide Fernanda Licia Pago Paolo | Adriana Antonella Antonio Aristide Fernanda Licia Pago Paolo | Andrea Antonella Antonio Aristide Clizia Denver Fernanda Licia | Andrea Antonella Antonio Aristide Clizia Denver Fernanda Licia | Adriana Andrea Antonio Clizia Fernanda Paolo | Adriana Andrea Antonio Clizia Fernanda Paolo | Antonio Clizia Denver Fernanda Paola Paolo | Antonio Clizia Denver Fernanda Paola Paolo | Adriana Andrea Antonella Antonio Clizia Denver Fernanda Patrick | Adriana Andrea Antonella Antonio Clizia Denver Fernanda Patrick | Adriana Aristide Denver Fernanda Licia Patrick | Adriana Aristide Denver Fernanda Licia Patrick | Adriana Antonio Aristide Fernanda Licia Patrick | Adriana Antonio Aristide Fernanda Licia Patrick | Adriana Antonella Fernanda Licia Paola Teresanna Valeria | Adriana Antonella Fernanda Licia Paola Teresanna Valeria | Nessuno                 | Nessuno                 | Nessuno                        | Nessuno                        | Nessuno                  | Nessuno                  | Nessuno                         | Nessuno                         | Nessuno                     | Nessuno                     | Nessuno                            | Nessuno                            | Nessuno                            | Nessuno                            | Nessuno                            | Nessuno                            | Nessuno                                                 | Nessuno                                                 | Numero totale di nomination |
|                        |                                 |                             |                                                         |                                                         |                                                         |                                                         |                                                         |                                                         |                             |                             |                                            |                             |                             |                                                              |                                                              |                                                                |                                                                |                                              |                                              |                                            |                                            |                                                                 |                                                                 |                                                |                                                |                                                 |                                                 |                                                          |                                                          |                         |                         |                                |                                |                          |                          |                                 |                                 |                             |                             |                                    |                                    |                                    |                                    |                                    |                                    |                                                         |                                                         |                             |
| Paola                  | Denver                          | Salvata                     | Clizia                                                  | 0                                                       | Immune                                                  | Michele                                                 | Michele                                                 | Carlotta                                                | Barbara                     | 1                           | Salvata                                    | Licia                       | 0                           | Michele                                                      | 0                                                            | Fabio                                                          | 0                                                              | Fabio                                        | 0                                            | Licia                                      | Licia                                      | Licia                                                           | 0                                                               | Antonio                                        | 2                                              | Fabio                                           | 1                                               | Fabio                                                    | Fabio                                                    | Licia                   | 0                       | Salvata                        | Salvata                        | Licia                    | 0                        | Salvata                         | Salvata                         | Salvata                     | Salvata                     | Nominata                           | Nominata                           | In finale                          | In finale                          | In finale                          | In finale                          | Vincitrice (Giorno 92)                                  | Vincitrice (Giorno 92)                                  | 5                           |
| Paolo                  | Nominato                        | Licia                       | Iván                                                    | 0                                                       | Immune                                                  | Iván                                                    | 0                                                       | Immune                                                  | Fabio                       | 0                           | Immune                                     | Fabio                       | 0                           | Denver                                                       | Denver                                                       | Fabio                                                          | 1                                                              | Licia                                        | Licia                                        | Licia                                      | Licia                                      | Licia                                                           | 0                                                               | Fabio                                          | 1                                              | Fabio                                           | 0                                               | Fabio                                                    | 0                                                        | Antonella               | 0                       | Salvato                        | Salvato                        | Antonella                | 0                        | Salvato                         | Salvato                         | Antonio                     | Antonio                     | Immune                             | Immune                             | Denver                             | Denver                             | In finale                          | In finale                          | Secondo classificato (Giorno 92)                        | Secondo classificato (Giorno 92)                        | 3                           |
| Sossio                 | Non in casa                     | Non in casa                 | Non in casa                                             | Non in casa                                             | Non in casa                                             | Non in casa                                             | Non in casa                                             | Non in casa                                             | Non in casa                 | Non in casa                 | Non in casa                                | Non in casa                 | Non in casa                 | Non in casa                                                  | Non in casa                                                  | Non in casa                                                    | Non in casa                                                    | Non in casa                                  | Non in casa                                  | Non in casa                                | Non in casa                                | Non in casa                                                     | Non in casa                                                     | Non in casa                                    | Non in casa                                    | Immune                                          | Immune                                          | Fabio                                                    | 0                                                        | Teresanna               | 1                       | Nominato                       | Nominato                       | Licia                    | Licia                    | In finale                       | In finale                       | In finale                   | In finale                   | Licia                              | Licia                              | In finale                          | In finale                          | In finale                          | In finale                          | Terzo classificato (Giorno 92)                          | Terzo classificato (Giorno 92)                          | 1                           |
| Patrick                | Immune                          | Salvo                       | Immune                                                  | Immune                                                  | Nominato                                                | Denver                                                  | Denver                                                  | Iván                                                    | Michele                     | 3                           | Nominato                                   | Michele                     | Michele                     | Michele                                                      | 3                                                            | Barbara                                                        | 2                                                              | Serena                                       | 1                                            | Pago                                       | 0                                          | Pago                                                            | Pago                                                            | Antonella                                      | Antonella                                      | Antonella                                       | Antonella                                       | Fabio                                                    | 0                                                        | Antonella               | 0                       | Salvato                        | Salvato                        | Antonella                | 0                        | Salvato                         | Salvato                         | Antonio                     | Antonio                     | Immune                             | Immune                             | Salvato                            | Salvato                            | Nominato                           | Nominato                           | Quarto classificato (Giorno 92)                         | Quarto classificato (Giorno 92)                         | 9                           |
| Aristide               | Non in casa                     | Immune                      | Michele                                                 | 0                                                       | Immune                                                  | Fabio                                                   | 1                                                       | Immune                                                  | Patrick                     | 0                           | Immune                                     | Fabio                       | 1                           | Patrick                                                      | Patrick                                                      | Adriana                                                        | Adriana                                                        | Patrick                                      | 1                                            | Fabio                                      | 0                                          | Pago                                                            | 2                                                               | Clizia                                         | Clizia                                         | Fabio                                           | Fabio                                           | Fabio                                                    | 2                                                        | Sossio                  | 0                       | Salvato                        | Salvato                        | Fernanda                 | 0                        | Nominato                        | Nominato                        | In finale                   | In finale                   | Antonella                          | Antonella                          | In finale                          | In finale                          | In finale                          | In finale                          | Quinto classificato (Giorno 92)                         | Quinto classificato (Giorno 92)                         | 7                           |
| Antonella              | Fabio                           | Salvata                     | Fernanda                                                | 1                                                       | Immune                                                  | Fabio                                                   | Fabio                                                   | Iván                                                    | Barbara                     | 1                           | Salvata                                    | Rita                        | 0                           | Clizia                                                       | Clizia                                                       | Fabio                                                          | Fabio                                                          | Serena                                       | 0                                            | Fabio                                      | 2                                          | Fabio                                                           | Fabio                                                           | Andrea                                         | 4                                              | Fabio                                           | 4                                               | Aristide                                                 | Aristide                                                 | Valeria                 | 6                       | Salvata                        | Salvata                        | Licia                    | 4                        | Salvata                         | Salvata                         | Salvata                     | Salvata                     | Nominata                           | Nominata                           | Immune                             | Immune                             | Nominata                           | Nominata                           | Sesta classificata (Giorno 92)                          | Sesta classificata (Giorno 92)                          | 22                          |
| Denver                 | Nominato                        | Rita                        | Andrea                                                  | 0                                                       | Immune                                                  | Pago                                                    | 3                                                       | Salvato                                                 | Fabio                       | 2                           | Salvato                                    | Andrea                      | 1                           | Barbara                                                      | 2                                                            | Barbara                                                        | Barbara                                                        | Serena                                       | 0                                            | Pago                                       | Pago                                       | Pago                                                            | Pago                                                            | Clizia                                         | Clizia                                         | Fabio                                           | 0                                               | Fabio                                                    | 0                                                        | Fabio                   | 0                       | Salvato                        | Salvato                        | Fernanda                 | 0                        | Salvato                         | Salvato                         | Salvato                     | Salvato                     | Immune                             | Immune                             | Nominato                           | Nominato                           | Nominato                           | Nominato                           | Eliminato (Giorno 92)                                   | Eliminato (Giorno 92)                                   | 10                          |
| Teresanna              | Non in casa                     | Non in casa                 | Non in casa                                             | Non in casa                                             | Non in casa                                             | Non in casa                                             | Non in casa                                             | Non in casa                                             | Non in casa                 | Non in casa                 | Non in casa                                | Non in casa                 | Non in casa                 | Non in casa                                                  | Non in casa                                                  | Non in casa                                                    | Non in casa                                                    | Non in casa                                  | Non in casa                                  | Non in casa                                | Non in casa                                | Aspirante                                                       | Aspirante                                                       | Aspirante                                      | Aspirante                                      | Nominata                                        | Nominata                                        | Immune                                                   | Immune                                                   | Antonella               | 1                       | Nominata                       | Nominata                       | Antonella                | 0                        | Nominata                        | Nominata                        | Salvata                     | Salvata                     | Salvata                            | Salvata                            | Paolo                              | Paolo                              | Eliminata (Giorno 85)              | Eliminata (Giorno 85)              | Eliminata (Giorno 85)                                   | Eliminata (Giorno 85)                                   | 1                           |
| Licia                  | Denver                          | Salvata                     | Fernanda                                                | 0                                                       | Immune                                                  | Iván                                                    | Iván                                                    | Salvata                                                 | Carlotta                    | 0                           | Salvata                                    | Carlotta                    | 1                           | Carlotta                                                     | Carlotta                                                     | Fabio                                                          | Fabio                                                          | Aristide                                     | 3                                            | Adriana                                    | 3                                          | Pago                                                            | 4                                                               | Paolo                                          | Paolo                                          | Fabio                                           | Fabio                                           | Fabio                                                    | Fabio                                                    | Antonella               | 1                       | Nominata                       | Nominata                       | Antonella                | 3                        | Salvata                         | Salvata                         | Salvata                     | Salvata                     | Nominata                           | Nominata                           | Eliminata (Giorno 85)              | Eliminata (Giorno 85)              | Eliminata (Giorno 85)              | Eliminata (Giorno 85)              | Eliminata (Giorno 85)                                   | Eliminata (Giorno 85)                                   | 16                          |
| Antonio                | Non in casa                     | Immune                      | Andrea                                                  | 1                                                       | Immune                                                  | Pago                                                    | 1                                                       | Carlotta                                                | Patrick                     | 0                           | Immune                                     | Andrea                      | 0                           | Barbara                                                      | Barbara                                                      | Adriana                                                        | Adriana                                                        | Pago                                         | Pago                                         | Adriana                                    | Adriana                                    | Pago                                                            | Pago                                                            | Paola                                          | 1                                              | Paola                                           | Paola                                           | Fabio                                                    | 1                                                        | Adriana                 | 1                       | Salvato                        | Salvato                        | Sara                     | 1                        | Nominato                        | Nominato                        | Nominato                    | Nominato                    | Eliminato (Giorno 85)              | Eliminato (Giorno 85)              | Eliminato (Giorno 85)              | Eliminato (Giorno 85)              | Eliminato (Giorno 85)              | Eliminato (Giorno 85)              | Eliminato (Giorno 85)                                   | Eliminato (Giorno 85)                                   | 6                           |
| Sara                   | Non in casa                     | Non in casa                 | Non in casa                                             | Non in casa                                             | Non in casa                                             | Non in casa                                             | Non in casa                                             | Non in casa                                             | Non in casa                 | Non in casa                 | Non in casa                                | Non in casa                 | Non in casa                 | Non in casa                                                  | Non in casa                                                  | Non in casa                                                    | Non in casa                                                    | Non in casa                                  | Non in casa                                  | Non in casa                                | Non in casa                                | Aspirante                                                       | Aspirante                                                       | Aspirante                                      | Aspirante                                      | Nominata                                        | Nominata                                        | Nominata                                                 | Nominata                                                 | Fabio                   | 0                       | Salvata                        | Salvata                        | Fernanda                 | 2                        | Nominata                        | Nominata                        | Eliminata (Giorno 78)       | Eliminata (Giorno 78)       | Eliminata (Giorno 78)              | Eliminata (Giorno 78)              | Eliminata (Giorno 78)              | Eliminata (Giorno 78)              | Eliminata (Giorno 78)              | Eliminata (Giorno 78)              | Eliminata (Giorno 78)                                   | Eliminata (Giorno 78)                                   | 2                           |
| Fernanda               | Non in casa                     | Immune                      | Antonella                                               | 2                                                       | Immune                                                  | Iván                                                    | Iván                                                    | Salvata                                                 | Antonella                   | Antonella                   | Salvata                                    | Clizia                      | 0                           | Clizia                                                       | Clizia                                                       | Pago                                                           | Pago                                                           | Serena                                       | Serena                                       | Antonella                                  | Antonella                                  | Aristide                                                        | Aristide                                                        | Antonella                                      | Antonella                                      | Antonella                                       | Antonella                                       | Fabio                                                    | Fabio                                                    | Antonella               | 0                       | Salvata                        | Salvata                        | Sara                     | 3                        | Eliminata (Giorno 78)           | Eliminata (Giorno 78)           | Eliminata (Giorno 78)       | Eliminata (Giorno 78)       | Eliminata (Giorno 78)              | Eliminata (Giorno 78)              | Eliminata (Giorno 78)              | Eliminata (Giorno 78)              | Eliminata (Giorno 78)              | Eliminata (Giorno 78)              | Eliminata (Giorno 78)                                   | Eliminata (Giorno 78)                                   | 5                           |
| Adriana                | Paolo                           | Salvata                     | Carlotta                                                | 1                                                       | Immune                                                  | Aristide                                                | Aristide                                                | Carlotta                                                | Rita                        | 0                           | Immune                                     | Rita                        | 1                           | Denver                                                       | Denver                                                       | Barbara                                                        | 3                                                              | Serena                                       | Serena                                       | Licia                                      | 2                                          | Licia                                                           | Licia                                                           | Antonella                                      | Antonella                                      | Antonella                                       | Antonella                                       | Antonio                                                  | Antonio                                                  | Antonio                 | 2                       | Salvata                        | Salvata                        | Antonio                  | 0                        | Ritirata (Giorno 72)            | Ritirata (Giorno 72)            | Ritirata (Giorno 72)        | Ritirata (Giorno 72)        | Ritirata (Giorno 72)               | Ritirata (Giorno 72)               | Ritirata (Giorno 72)               | Ritirata (Giorno 72)               | Ritirata (Giorno 72)               | Ritirata (Giorno 72)               | Ritirata (Giorno 72)                                    | Ritirata (Giorno 72)                                    | 9                           |
| Valeria                | Non in casa                     | Non in casa                 | Non in casa                                             | Non in casa                                             | Non in casa                                             | Non in casa                                             | Non in casa                                             | Non in casa                                             | Non in casa                 | Non in casa                 | Ospite                                     | Ospite                      | Ospite                      | Non in casa                                                  | Non in casa                                                  | Non in casa                                                    | Non in casa                                                    | Non in casa                                  | Non in casa                                  | Non in casa                                | Non in casa                                | Non in casa                                                     | Non in casa                                                     | Non in casa                                    | Non in casa                                    | Immune                                          | Immune                                          | Immune                                                   | Immune                                                   | Antonella               | 1                       | Nominata                       | Nominata                       | Eliminata (Giorno 71)    | Eliminata (Giorno 71)    | Eliminata (Giorno 71)           | Eliminata (Giorno 71)           | Eliminata (Giorno 71)       | Eliminata (Giorno 71)       | Eliminata (Giorno 71)              | Eliminata (Giorno 71)              | Eliminata (Giorno 71)              | Eliminata (Giorno 71)              | Eliminata (Giorno 71)              | Eliminata (Giorno 71)              | Eliminata (Giorno 71)                                   | Eliminata (Giorno 71)                                   | 1                           |
| Fabio                  | Nominato                        | Antonella                   | Iván                                                    | 0                                                       | Immune                                                  | Iván                                                    | 3                                                       | Salvato                                                 | Pago                        | 2                           | Salvato                                    | Aristide                    | 2                           | Barbara                                                      | 0                                                            | Paolo                                                          | 6                                                              | Pago                                         | 2                                            | Pago                                       | 4                                          | Aristide                                                        | 3                                                               | Paola                                          | 1                                              | Antonella                                       | 6                                               | Aristide                                                 | 9                                                        | Adriana                 | 2                       | Eliminato (Giorno 71)          | Eliminato (Giorno 71)          | Eliminato (Giorno 71)    | Eliminato (Giorno 71)    | Eliminato (Giorno 71)           | Eliminato (Giorno 71)           | Eliminato (Giorno 71)       | Eliminato (Giorno 71)       | Eliminato (Giorno 71)              | Eliminato (Giorno 71)              | Eliminato (Giorno 71)              | Eliminato (Giorno 71)              | Eliminato (Giorno 71)              | Eliminato (Giorno 71)              | Eliminato (Giorno 71)                                   | Eliminato (Giorno 71)                                   | 43                          |
| Asia                   | Non in casa                     | Non in casa                 | Non in casa                                             | Non in casa                                             | Non in casa                                             | Non in casa                                             | Non in casa                                             | Non in casa                                             | Non in casa                 | Non in casa                 | Non in casa                                | Non in casa                 | Non in casa                 | Non in casa                                                  | Non in casa                                                  | Non in casa                                                    | Non in casa                                                    | Non in casa                                  | Non in casa                                  | Non in casa                                | Non in casa                                | Aspirante                                                       | Aspirante                                                       | Aspirante                                      | Aspirante                                      | Nominata                                        | Nominata                                        | Nominata                                                 | Nominata                                                 | Eliminata (Giorno 64)   | Eliminata (Giorno 64)   | Eliminata (Giorno 64)          | Eliminata (Giorno 64)          | Eliminata (Giorno 64)    | Eliminata (Giorno 64)    | Eliminata (Giorno 64)           | Eliminata (Giorno 64)           | Eliminata (Giorno 64)       | Eliminata (Giorno 64)       | Eliminata (Giorno 64)              | Eliminata (Giorno 64)              | Eliminata (Giorno 64)              | Eliminata (Giorno 64)              | Eliminata (Giorno 64)              | Eliminata (Giorno 64)              | Eliminata (Giorno 64)                                   | Eliminata (Giorno 64)                                   | 0                           |
| Andrea                 | Non in casa                     | Immune                      | Iván                                                    | 4                                                       | Immune                                                  | Denver                                                  | 1                                                       | Immune                                                  | Denver                      | 0                           | Immune                                     | Michele                     | 3                           | Michele                                                      | 0                                                            | Fabio                                                          | Fabio                                                          | Licia                                        | Licia                                        | Antonella                                  | 1                                          | Licia                                                           | Licia                                                           | Antonella                                      | 2                                              | Ritirato (Giorno 48)                            | Ritirato (Giorno 48)                            | Ritirato (Giorno 48)                                     | Ritirato (Giorno 48)                                     | Ritirato (Giorno 48)    | Ritirato (Giorno 48)    | Ritirato (Giorno 48)           | Ritirato (Giorno 48)           | Ritirato (Giorno 48)     | Ritirato (Giorno 48)     | Ritirato (Giorno 48)            | Ritirato (Giorno 48)            | Ritirato (Giorno 48)        | Ritirato (Giorno 48)        | Ritirato (Giorno 48)               | Ritirato (Giorno 48)               | Ritirato (Giorno 48)               | Ritirato (Giorno 48)               | Ritirato (Giorno 48)               | Ritirato (Giorno 48)               | Ritirato (Giorno 48)                                    | Ritirato (Giorno 48)                                    | 13                          |
| Clizia                 | Fabio                           | Salvata                     | Elisa                                                   | 2                                                       | Immune                                                  | Antonio                                                 | Antonio                                                 | Fernanda                                                | Barbara                     | 0                           | Salvata                                    | Barbara                     | 2                           | Patrick                                                      | 2                                                            | Patrick                                                        | Patrick                                                        | Serena                                       | Serena                                       | Fabio                                      | Fabio                                      | Fabio                                                           | Fabio                                                           | Andrea                                         | 2                                              | Espulsa (Giorno 48)                             | Espulsa (Giorno 48)                             | Espulsa (Giorno 48)                                      | Espulsa (Giorno 48)                                      | Espulsa (Giorno 48)     | Espulsa (Giorno 48)     | Espulsa (Giorno 48)            | Espulsa (Giorno 48)            | Espulsa (Giorno 48)      | Espulsa (Giorno 48)      | Espulsa (Giorno 48)             | Espulsa (Giorno 48)             | Espulsa (Giorno 48)         | Espulsa (Giorno 48)         | Espulsa (Giorno 48)                | Espulsa (Giorno 48)                | Espulsa (Giorno 48)                | Espulsa (Giorno 48)                | Espulsa (Giorno 48)                | Espulsa (Giorno 48)                | Espulsa (Giorno 48)                                     | Espulsa (Giorno 48)                                     | 8                           |
| Pago                   | Nominato                        | Rita                        | Antonio                                                 | 0                                                       | Immune                                                  | Iván                                                    | 2                                                       | Immune                                                  | Denver                      | 1                           | Immune                                     | Denver                      | 0                           | Michele                                                      | Michele                                                      | Fabio                                                          | 1                                                              | Licia                                        | 2                                            | Fabio                                      | 3                                          | Fabio                                                           | 5                                                               | Eliminato (Giorno 45)                          | Eliminato (Giorno 45)                          | Eliminato (Giorno 45)                           | Eliminato (Giorno 45)                           | Eliminato (Giorno 45)                                    | Eliminato (Giorno 45)                                    | Eliminato (Giorno 45)   | Eliminato (Giorno 45)   | Eliminato (Giorno 45)          | Eliminato (Giorno 45)          | Eliminato (Giorno 45)    | Eliminato (Giorno 45)    | Eliminato (Giorno 45)           | Eliminato (Giorno 45)           | Eliminato (Giorno 45)       | Eliminato (Giorno 45)       | Eliminato (Giorno 45)              | Eliminato (Giorno 45)              | Eliminato (Giorno 45)              | Eliminato (Giorno 45)              | Eliminato (Giorno 45)              | Eliminato (Giorno 45)              | Eliminato (Giorno 45)                                   | Eliminato (Giorno 45)                                   | 14                          |
| Serena                 | Ospite                          | Ospite                      | Non in casa                                             | Non in casa                                             | Non in casa                                             | Non in casa                                             | Non in casa                                             | Non in casa                                             | Non in casa                 | Non in casa                 | Non in casa                                | Non in casa                 | Non in casa                 | Immune                                                       | Immune                                                       | Immune                                                         | Immune                                                         | Fabio                                        | 6                                            | Andrea                                     | Andrea                                     | Eliminata (Giorno 41)                                           | Eliminata (Giorno 41)                                           | Eliminata (Giorno 41)                          | Eliminata (Giorno 41)                          | Eliminata (Giorno 41)                           | Eliminata (Giorno 41)                           | Eliminata (Giorno 41)                                    | Eliminata (Giorno 41)                                    | Eliminata (Giorno 41)   | Eliminata (Giorno 41)   | Eliminata (Giorno 41)          | Eliminata (Giorno 41)          | Eliminata (Giorno 41)    | Eliminata (Giorno 41)    | Eliminata (Giorno 41)           | Eliminata (Giorno 41)           | Eliminata (Giorno 41)       | Eliminata (Giorno 41)       | Eliminata (Giorno 41)              | Eliminata (Giorno 41)              | Eliminata (Giorno 41)              | Eliminata (Giorno 41)              | Eliminata (Giorno 41)              | Eliminata (Giorno 41)              | Eliminata (Giorno 41)                                   | Eliminata (Giorno 41)                                   | 6                           |
| Barbara                | Non in casa                     | Immune                      | Elisa                                                   | 0                                                       | Immune                                                  | Denver                                                  | Denver                                                  | Immune                                                  | Paola                       | 3                           | Salvata                                    | Clizia                      | 1                           | Carlotta                                                     | 3                                                            | Adriana                                                        | 3                                                              | Ritirata (Giorno 34)                         | Ritirata (Giorno 34)                         | Ritirata (Giorno 34)                       | Ritirata (Giorno 34)                       | Ritirata (Giorno 34)                                            | Ritirata (Giorno 34)                                            | Ritirata (Giorno 34)                           | Ritirata (Giorno 34)                           | Ritirata (Giorno 34)                            | Ritirata (Giorno 34)                            | Ritirata (Giorno 34)                                     | Ritirata (Giorno 34)                                     | Ritirata (Giorno 34)    | Ritirata (Giorno 34)    | Ritirata (Giorno 34)           | Ritirata (Giorno 34)           | Ritirata (Giorno 34)     | Ritirata (Giorno 34)     | Ritirata (Giorno 34)            | Ritirata (Giorno 34)            | Ritirata (Giorno 34)        | Ritirata (Giorno 34)        | Ritirata (Giorno 34)               | Ritirata (Giorno 34)               | Ritirata (Giorno 34)               | Ritirata (Giorno 34)               | Ritirata (Giorno 34)               | Ritirata (Giorno 34)               | Ritirata (Giorno 34)                                    | Ritirata (Giorno 34)                                    | 10                          |
| Michele                | Nominato                        | Paola                       | Andrea                                                  | 1                                                       | Immune                                                  | Andrea                                                  | 1                                                       | Fernanda                                                | Patrick                     | 1                           | Immune                                     | Andrea                      | 2                           | Carlotta                                                     | 4                                                            | Patrick                                                        | Patrick                                                        | Eliminato (Giorno 34)                        | Eliminato (Giorno 34)                        | Eliminato (Giorno 34)                      | Eliminato (Giorno 34)                      | Eliminato (Giorno 34)                                           | Eliminato (Giorno 34)                                           | Eliminato (Giorno 34)                          | Eliminato (Giorno 34)                          | Eliminato (Giorno 34)                           | Eliminato (Giorno 34)                           | Eliminato (Giorno 34)                                    | Eliminato (Giorno 34)                                    | Eliminato (Giorno 34)   | Eliminato (Giorno 34)   | Eliminato (Giorno 34)          | Eliminato (Giorno 34)          | Eliminato (Giorno 34)    | Eliminato (Giorno 34)    | Eliminato (Giorno 34)           | Eliminato (Giorno 34)           | Eliminato (Giorno 34)       | Eliminato (Giorno 34)       | Eliminato (Giorno 34)              | Eliminato (Giorno 34)              | Eliminato (Giorno 34)              | Eliminato (Giorno 34)              | Eliminato (Giorno 34)              | Eliminato (Giorno 34)              | Eliminato (Giorno 34)                                   | Eliminato (Giorno 34)                                   | 9                           |
| Carlotta               | Non in casa                     | Immune                      | Adriana                                                 | 1                                                       | Immune                                                  | Iván                                                    | Iván                                                    | Nominata                                                | Rita                        | 2                           | Salvata                                    | Rita                        | 1                           | Patrick                                                      | 3                                                            | Ritirata (Giorno 27)                                           | Ritirata (Giorno 27)                                           | Ritirata (Giorno 27)                         | Ritirata (Giorno 27)                         | Ritirata (Giorno 27)                       | Ritirata (Giorno 27)                       | Ritirata (Giorno 27)                                            | Ritirata (Giorno 27)                                            | Ritirata (Giorno 27)                           | Ritirata (Giorno 27)                           | Ritirata (Giorno 27)                            | Ritirata (Giorno 27)                            | Ritirata (Giorno 27)                                     | Ritirata (Giorno 27)                                     | Ritirata (Giorno 27)    | Ritirata (Giorno 27)    | Ritirata (Giorno 27)           | Ritirata (Giorno 27)           | Ritirata (Giorno 27)     | Ritirata (Giorno 27)     | Ritirata (Giorno 27)            | Ritirata (Giorno 27)            | Ritirata (Giorno 27)        | Ritirata (Giorno 27)        | Ritirata (Giorno 27)               | Ritirata (Giorno 27)               | Ritirata (Giorno 27)               | Ritirata (Giorno 27)               | Ritirata (Giorno 27)               | Ritirata (Giorno 27)               | Ritirata (Giorno 27)                                    | Ritirata (Giorno 27)                                    | 7                           |
| Rita                   | Fabio                           | Patrick                     | Elisa                                                   | 0                                                       | Immune                                                  | Denver                                                  | Denver                                                  | Immune                                                  | Carlotta                    | 2                           | Immune                                     | Adriana                     | 3                           | Eliminata (Giorno 24)                                        | Eliminata (Giorno 24)                                        | Eliminata (Giorno 24)                                          | Eliminata (Giorno 24)                                          | Eliminata (Giorno 24)                        | Eliminata (Giorno 24)                        | Eliminata (Giorno 24)                      | Eliminata (Giorno 24)                      | Eliminata (Giorno 24)                                           | Eliminata (Giorno 24)                                           | Eliminata (Giorno 24)                          | Eliminata (Giorno 24)                          | Eliminata (Giorno 24)                           | Eliminata (Giorno 24)                           | Eliminata (Giorno 24)                                    | Eliminata (Giorno 24)                                    | Eliminata (Giorno 24)   | Eliminata (Giorno 24)   | Eliminata (Giorno 24)          | Eliminata (Giorno 24)          | Eliminata (Giorno 24)    | Eliminata (Giorno 24)    | Eliminata (Giorno 24)           | Eliminata (Giorno 24)           | Eliminata (Giorno 24)       | Eliminata (Giorno 24)       | Eliminata (Giorno 24)              | Eliminata (Giorno 24)              | Eliminata (Giorno 24)              | Eliminata (Giorno 24)              | Eliminata (Giorno 24)              | Eliminata (Giorno 24)              | Eliminata (Giorno 24)                                   | Eliminata (Giorno 24)                                   | 7                           |
| Iván                   | Non in casa                     | Immune                      | Andrea                                                  | 3                                                       | Immune                                                  | Fabio                                                   | 6                                                       | Nominato                                                | Eliminato (Giorno 17)       | Eliminato (Giorno 17)       | Eliminato (Giorno 17)                      | Eliminato (Giorno 17)       | Eliminato (Giorno 17)       | Eliminato (Giorno 17)                                        | Eliminato (Giorno 17)                                        | Eliminato (Giorno 17)                                          | Eliminato (Giorno 17)                                          | Eliminato (Giorno 17)                        | Eliminato (Giorno 17)                        | Eliminato (Giorno 17)                      | Eliminato (Giorno 17)                      | Eliminato (Giorno 17)                                           | Eliminato (Giorno 17)                                           | Eliminato (Giorno 17)                          | Eliminato (Giorno 17)                          | Eliminato (Giorno 17)                           | Eliminato (Giorno 17)                           | Eliminato (Giorno 17)                                    | Eliminato (Giorno 17)                                    | Eliminato (Giorno 17)   | Eliminato (Giorno 17)   | Eliminato (Giorno 17)          | Eliminato (Giorno 17)          | Eliminato (Giorno 17)    | Eliminato (Giorno 17)    | Eliminato (Giorno 17)           | Eliminato (Giorno 17)           | Eliminato (Giorno 17)       | Eliminato (Giorno 17)       | Eliminato (Giorno 17)              | Eliminato (Giorno 17)              | Eliminato (Giorno 17)              | Eliminato (Giorno 17)              | Eliminato (Giorno 17)              | Eliminato (Giorno 17)              | Eliminato (Giorno 17)                                   | Eliminato (Giorno 17)                                   | 9                           |
| Pasquale               | Immune                          | Salvato                     | Immune                                                  | Immune                                                  | Nominato                                                | Denver                                                  | Denver                                                  | Eliminato (Giorno 13)                                   | Eliminato (Giorno 13)       | Eliminato (Giorno 13)       | Eliminato (Giorno 13)                      | Eliminato (Giorno 13)       | Eliminato (Giorno 13)       | Eliminato (Giorno 13)                                        | Eliminato (Giorno 13)                                        | Eliminato (Giorno 13)                                          | Eliminato (Giorno 13)                                          | Eliminato (Giorno 13)                        | Eliminato (Giorno 13)                        | Eliminato (Giorno 13)                      | Eliminato (Giorno 13)                      | Eliminato (Giorno 13)                                           | Eliminato (Giorno 13)                                           | Eliminato (Giorno 13)                          | Eliminato (Giorno 13)                          | Eliminato (Giorno 13)                           | Eliminato (Giorno 13)                           | Eliminato (Giorno 13)                                    | Eliminato (Giorno 13)                                    | Eliminato (Giorno 13)   | Eliminato (Giorno 13)   | Eliminato (Giorno 13)          | Eliminato (Giorno 13)          | Eliminato (Giorno 13)    | Eliminato (Giorno 13)    | Eliminato (Giorno 13)           | Eliminato (Giorno 13)           | Eliminato (Giorno 13)       | Eliminato (Giorno 13)       | Eliminato (Giorno 13)              | Eliminato (Giorno 13)              | Eliminato (Giorno 13)              | Eliminato (Giorno 13)              | Eliminato (Giorno 13)              | Eliminato (Giorno 13)              | Eliminato (Giorno 13)                                   | Eliminato (Giorno 13)                                   | 0                           |
| Sergio                 | Immune                          | Salvato                     | Immune                                                  | Immune                                                  | Nominato                                                | Eliminato (Giorno 10)                                   | Eliminato (Giorno 10)                                   | Eliminato (Giorno 10)                                   | Eliminato (Giorno 10)       | Eliminato (Giorno 10)       | Eliminato (Giorno 10)                      | Eliminato (Giorno 10)       | Eliminato (Giorno 10)       | Eliminato (Giorno 10)                                        | Eliminato (Giorno 10)                                        | Eliminato (Giorno 10)                                          | Eliminato (Giorno 10)                                          | Eliminato (Giorno 10)                        | Eliminato (Giorno 10)                        | Eliminato (Giorno 10)                      | Eliminato (Giorno 10)                      | Eliminato (Giorno 10)                                           | Eliminato (Giorno 10)                                           | Eliminato (Giorno 10)                          | Eliminato (Giorno 10)                          | Eliminato (Giorno 10)                           | Eliminato (Giorno 10)                           | Eliminato (Giorno 10)                                    | Eliminato (Giorno 10)                                    | Eliminato (Giorno 10)   | Eliminato (Giorno 10)   | Eliminato (Giorno 10)          | Eliminato (Giorno 10)          | Eliminato (Giorno 10)    | Eliminato (Giorno 10)    | Eliminato (Giorno 10)           | Eliminato (Giorno 10)           | Eliminato (Giorno 10)       | Eliminato (Giorno 10)       | Eliminato (Giorno 10)              | Eliminato (Giorno 10)              | Eliminato (Giorno 10)              | Eliminato (Giorno 10)              | Eliminato (Giorno 10)              | Eliminato (Giorno 10)              | Eliminato (Giorno 10)                                   | Eliminato (Giorno 10)                                   | 0                           |
| Elisa                  | Non in casa                     | Immune                      | Clizia                                                  | 3                                                       | Eliminata (Giorno 10)                                   | Eliminata (Giorno 10)                                   | Eliminata (Giorno 10)                                   | Eliminata (Giorno 10)                                   | Eliminata (Giorno 10)       | Eliminata (Giorno 10)       | Eliminata (Giorno 10)                      | Eliminata (Giorno 10)       | Eliminata (Giorno 10)       | Eliminata (Giorno 10)                                        | Eliminata (Giorno 10)                                        | Eliminata (Giorno 10)                                          | Eliminata (Giorno 10)                                          | Eliminata (Giorno 10)                        | Eliminata (Giorno 10)                        | Eliminata (Giorno 10)                      | Eliminata (Giorno 10)                      | Eliminata (Giorno 10)                                           | Eliminata (Giorno 10)                                           | Eliminata (Giorno 10)                          | Eliminata (Giorno 10)                          | Eliminata (Giorno 10)                           | Eliminata (Giorno 10)                           | Eliminata (Giorno 10)                                    | Eliminata (Giorno 10)                                    | Eliminata (Giorno 10)   | Eliminata (Giorno 10)   | Eliminata (Giorno 10)          | Eliminata (Giorno 10)          | Eliminata (Giorno 10)    | Eliminata (Giorno 10)    | Eliminata (Giorno 10)           | Eliminata (Giorno 10)           | Eliminata (Giorno 10)       | Eliminata (Giorno 10)       | Eliminata (Giorno 10)              | Eliminata (Giorno 10)              | Eliminata (Giorno 10)              | Eliminata (Giorno 10)              | Eliminata (Giorno 10)              | Eliminata (Giorno 10)              | Eliminata (Giorno 10)                                   | Eliminata (Giorno 10)                                   | 3                           |
| Salvo                  | Immune                          | Nominato                    | Espulso (Giorno 6)                                      | Espulso (Giorno 6)                                      | Espulso (Giorno 6)                                      | Espulso (Giorno 6)                                      | Espulso (Giorno 6)                                      | Espulso (Giorno 6)                                      | Espulso (Giorno 6)          | Espulso (Giorno 6)          | Espulso (Giorno 6)                         | Espulso (Giorno 6)          | Espulso (Giorno 6)          | Espulso (Giorno 6)                                           | Espulso (Giorno 6)                                           | Espulso (Giorno 6)                                             | Espulso (Giorno 6)                                             | Espulso (Giorno 6)                           | Espulso (Giorno 6)                           | Espulso (Giorno 6)                         | Espulso (Giorno 6)                         | Espulso (Giorno 6)                                              | Espulso (Giorno 6)                                              | Espulso (Giorno 6)                             | Espulso (Giorno 6)                             | Espulso (Giorno 6)                              | Espulso (Giorno 6)                              | Espulso (Giorno 6)                                       | Espulso (Giorno 6)                                       | Espulso (Giorno 6)      | Espulso (Giorno 6)      | Espulso (Giorno 6)             | Espulso (Giorno 6)             | Espulso (Giorno 6)       | Espulso (Giorno 6)       | Espulso (Giorno 6)              | Espulso (Giorno 6)              | Espulso (Giorno 6)          | Espulso (Giorno 6)          | Espulso (Giorno 6)                 | Espulso (Giorno 6)                 | Espulso (Giorno 6)                 | Espulso (Giorno 6)                 | Espulso (Giorno 6)                 | Espulso (Giorno 6)                 | Espulso (Giorno 6)                                      | Espulso (Giorno 6)                                      | 0                           |
|                        |                                 |                             |                                                         |                                                         |                                                         |                                                         |                                                         |                                                         |                             |                             |                                            |                             |                             |                                                              |                                                              |                                                                |                                                                |                                              |                                              |                                            |                                            |                                                                 |                                                                 |                                                |                                                |                                                 |                                                 |                                                          |                                                          |                         |                         |                                |                                |                          |                          |                                 |                                 |                             |                             |                                    |                                    |                                    |                                    |                                    |                                    |                                                         |                                                         |                             |
| Annotazioni            | [ 14 ] [ 15 ] [ 16 ] [ 17 ]     | [ 14 ] [ 15 ] [ 16 ] [ 17 ] | [ 18 ] [ 19 ] [ 20 ] [ 21 ] [ 22 ] [ 23 ] [ 24 ] [ 25 ] | [ 18 ] [ 19 ] [ 20 ] [ 21 ] [ 22 ] [ 23 ] [ 24 ] [ 25 ] | [ 18 ] [ 19 ] [ 20 ] [ 21 ] [ 22 ] [ 23 ] [ 24 ] [ 25 ] | [ 18 ] [ 19 ] [ 20 ] [ 21 ] [ 22 ] [ 23 ] [ 24 ] [ 25 ] | [ 18 ] [ 19 ] [ 20 ] [ 21 ] [ 22 ] [ 23 ] [ 24 ] [ 25 ] | [ 18 ] [ 19 ] [ 20 ] [ 21 ] [ 22 ] [ 23 ] [ 24 ] [ 25 ] | [ 26 ] [ 27 ] [ 28 ] [ 29 ] | [ 26 ] [ 27 ] [ 28 ] [ 29 ] | [ 26 ] [ 27 ] [ 28 ] [ 29 ]                | [ 26 ] [ 27 ] [ 28 ] [ 29 ] | [ 26 ] [ 27 ] [ 28 ] [ 29 ] | [ 30 ] [ 31 ] [ 32 ] [ 33 ]                                  | [ 30 ] [ 31 ] [ 32 ] [ 33 ]                                  | [ 30 ] [ 31 ] [ 32 ] [ 33 ]                                    | [ 30 ] [ 31 ] [ 32 ] [ 33 ]                                    | [ 34 ] [ 35 ]                                | [ 34 ] [ 35 ]                                | [ 36 ] [ 37 ] [ 38 ] [ 39 ]                | [ 36 ] [ 37 ] [ 38 ] [ 39 ]                | [ 36 ] [ 37 ] [ 38 ] [ 39 ]                                     | [ 36 ] [ 37 ] [ 38 ] [ 39 ]                                     | [ 40 ] [ 41 ] [ 42 ] [ 43 ]                    | [ 40 ] [ 41 ] [ 42 ] [ 43 ]                    | [ 40 ] [ 41 ] [ 42 ] [ 43 ]                     | [ 40 ] [ 41 ] [ 42 ] [ 43 ]                     | [ 44 ] [ 45 ]                                            | [ 44 ] [ 45 ]                                            | [ 46 ]                  | [ 46 ]                  | [ 47 ] [ 48 ] [ 49 ]           | [ 47 ] [ 48 ] [ 49 ]           | [ 47 ] [ 48 ] [ 49 ]     | [ 47 ] [ 48 ] [ 49 ]     | [ 50 ] [ 51 ] [ 52 ] [ 53 ]     | [ 50 ] [ 51 ] [ 52 ] [ 53 ]     | [ 50 ] [ 51 ] [ 52 ] [ 53 ] | [ 50 ] [ 51 ] [ 52 ] [ 53 ] | [ 54 ] [ 55 ] [ 56 ] [ 57 ] [ 58 ] | [ 54 ] [ 55 ] [ 56 ] [ 57 ] [ 58 ] | [ 54 ] [ 55 ] [ 56 ] [ 57 ] [ 58 ] | [ 54 ] [ 55 ] [ 56 ] [ 57 ] [ 58 ] | [ 54 ] [ 55 ] [ 56 ] [ 57 ] [ 58 ] | [ 54 ] [ 55 ] [ 56 ] [ 57 ] [ 58 ] | [ 59 ] [ 60 ] [ 61 ] [ 62 ] [ 63 ] [ 64 ] [ 65 ] [ 66 ] | [ 59 ] [ 60 ] [ 61 ] [ 62 ] [ 63 ] [ 64 ] [ 65 ] [ 66 ] |                             |
| Nominati               | Denver Fabio Michele Pago Paolo | Patrick Salvo               | Andrea Elisa                                            | Andrea Elisa                                            | Pasquale Patrick Sergio                                 | Denver Pasquale Patrick                                 | Denver Pasquale Patrick                                 | Carlotta Iván                                           | Barbara Fernanda Patrick    | Barbara Fernanda Patrick    | Andrea Patrick Rita                        | Andrea Patrick Rita         | Andrea Patrick Rita         | Barbara Carlotta Michele Patrick                             | Barbara Carlotta Michele Patrick                             | Adriana Barbara Fabio Michele                                  | Adriana Barbara Fabio Michele                                  | Licia Serena                                 | Licia Serena                                 | Fabio Serena                               | Fabio Serena                               | Licia Pago                                                      | Licia Pago                                                      | Andrea Antonella Clizia Paola                  | Andrea Antonella Clizia Paola                  | Asia Fabio Sara Teresanna                       | Asia Fabio Sara Teresanna                       | Asia Fabio Sara                                          | Asia Fabio Sara                                          | Adriana Antonella Fabio | Adriana Antonella Fabio | Licia Sossio Teresanna Valeria | Licia Sossio Teresanna Valeria | Antonella Fernanda Licia | Antonella Fernanda Licia | Antonio Aristide Sara Teresanna | Antonio Aristide Sara Teresanna | Antonio Paolo Patrick       | Antonio Paolo Patrick       | Antonella Licia Paola              | Antonella Licia Paola              | Denver Paolo Teresanna             | Denver Paolo Teresanna             | Antonella Denver Patrick           | Antonella Denver Patrick           | Antonella Sossio                                        | Aristide Paolo                                          |                             |
| Nominati               | Denver Fabio Michele Pago Paolo | Patrick Salvo               | Andrea Elisa                                            | Andrea Elisa                                            | Pasquale Patrick Sergio                                 | Denver Pasquale Patrick                                 | Denver Pasquale Patrick                                 | Carlotta Iván                                           | Barbara Fernanda Patrick    | Barbara Fernanda Patrick    | Andrea Patrick Rita                        | Andrea Patrick Rita         | Andrea Patrick Rita         | Barbara Carlotta Michele Patrick                             | Barbara Carlotta Michele Patrick                             | Adriana Barbara Fabio Michele                                  | Adriana Barbara Fabio Michele                                  | Licia Serena                                 | Licia Serena                                 | Fabio Serena                               | Fabio Serena                               | Licia Pago                                                      | Licia Pago                                                      | Andrea Antonella Clizia Paola                  | Andrea Antonella Clizia Paola                  | Asia Fabio Sara Teresanna                       | Asia Fabio Sara Teresanna                       | Asia Fabio Sara                                          | Asia Fabio Sara                                          | Adriana Antonella Fabio | Adriana Antonella Fabio | Licia Sossio Teresanna Valeria | Licia Sossio Teresanna Valeria | Antonella Fernanda Licia | Antonella Fernanda Licia | Antonio Aristide Sara Teresanna | Antonio Aristide Sara Teresanna | Antonio Paolo Patrick       | Antonio Paolo Patrick       | Antonella Licia Paola              | Antonella Licia Paola              | Denver Paolo Teresanna             | Denver Paolo Teresanna             | Antonella Denver Patrick           | Antonella Denver Patrick           | Paola Patrick                                           | Paola Paolo Sossio                                      |                             |
| Nominati               | Denver Fabio Michele Pago Paolo | Patrick Salvo               | Andrea Elisa                                            | Andrea Elisa                                            | Pasquale Patrick Sergio                                 | Denver Pasquale Patrick                                 | Denver Pasquale Patrick                                 | Carlotta Iván                                           | Barbara Fernanda Patrick    | Barbara Fernanda Patrick    | Andrea Patrick Rita                        | Andrea Patrick Rita         | Andrea Patrick Rita         | Barbara Carlotta Michele Patrick                             | Barbara Carlotta Michele Patrick                             | Adriana Barbara Fabio Michele                                  | Adriana Barbara Fabio Michele                                  | Licia Serena                                 | Licia Serena                                 | Fabio Serena                               | Fabio Serena                               | Licia Pago                                                      | Licia Pago                                                      | Andrea Antonella Clizia Paola                  | Andrea Antonella Clizia Paola                  | Asia Fabio Sara Teresanna                       | Asia Fabio Sara Teresanna                       | Asia Fabio Sara                                          | Asia Fabio Sara                                          | Adriana Antonella Fabio | Adriana Antonella Fabio | Licia Sossio Teresanna Valeria | Licia Sossio Teresanna Valeria | Antonella Fernanda Licia | Antonella Fernanda Licia | Antonio Aristide Sara Teresanna | Antonio Aristide Sara Teresanna | Antonio Paolo Patrick       | Antonio Paolo Patrick       | Antonella Licia Paola              | Antonella Licia Paola              | Denver Paolo Teresanna             | Denver Paolo Teresanna             | Antonella Denver Patrick           | Antonella Denver Patrick           | Paola Paolo                                             |                                                         |                             |
| Ritirati               | Nessuno                         | Nessuno                     | Nessuno                                                 | Nessuno                                                 | Nessuno                                                 | Nessuno                                                 | Nessuno                                                 | Nessuno                                                 | Nessuno                     | Nessuno                     | Nessuno                                    | Nessuno                     | Nessuno                     | Nessuno                                                      | Nessuno                                                      | Carlotta                                                       | Carlotta                                                       | Barbara                                      | Barbara                                      | Nessuno                                    | Nessuno                                    | Nessuno                                                         | Nessuno                                                         | Nessuno                                        | Nessuno                                        | Andrea                                          | Andrea                                          | Nessuno                                                  | Nessuno                                                  | Nessuno                 | Nessuno                 | Adriana                        | Adriana                        | Adriana                  | Adriana                  | Nessuno                         | Nessuno                         | Nessuno                     | Nessuno                     | Nessuno                            | Nessuno                            | Nessuno                            | Nessuno                            | Nessuno                            | Nessuno                            | Nessuno                                                 | Nessuno                                                 |                             |
| Espulsi                | Nessuno                         | Salvo                       | Nessuno                                                 | Nessuno                                                 | Nessuno                                                 | Nessuno                                                 | Nessuno                                                 | Nessuno                                                 | Nessuno                     | Nessuno                     | Nessuno                                    | Nessuno                     | Nessuno                     | Nessuno                                                      | Nessuno                                                      | Nessuno                                                        | Nessuno                                                        | Nessuno                                      | Nessuno                                      | Nessuno                                    | Nessuno                                    | Nessuno                                                         | Nessuno                                                         | Nessuno                                        | Nessuno                                        | Clizia                                          | Clizia                                          | Nessuno                                                  | Nessuno                                                  | Nessuno                 | Nessuno                 | Nessuno                        | Nessuno                        | Nessuno                  | Nessuno                  | Nessuno                         | Nessuno                         | Nessuno                     | Nessuno                     | Nessuno                            | Nessuno                            | Nessuno                            | Nessuno                            | Nessuno                            | Nessuno                            | Nessuno                                                 | Nessuno                                                 |                             |
| Eliminati              | Fabio 3 voti per eliminare      | Eliminazione annullata      | Elisa 30% per salvare                                   | Elisa 30% per salvare                                   | Sergio 15% per salvare                                  | Pasquale 27% per salvare                                | Pasquale 27% per salvare                                | Iván 48% per salvare                                    | Eliminazione annullata      | Eliminazione annullata      | Rita 28% per salvare                       | Rita 28% per salvare        | Rita 28% per salvare        | Michele 7% per salvare                                       | Michele 7% per salvare                                       | Michele 10% per salvare                                        | Michele 10% per salvare                                        | Serena 42% per salvare                       | Serena 42% per salvare                       | Serena 38% per salvare                     | Serena 38% per salvare                     | Pago 47% per salvare                                            | Pago 47% per salvare                                            | Eliminazione annullata                         | Eliminazione annullata                         | Asia 12% per salvare                            | Asia 12% per salvare                            | Asia 22% per salvare                                     | Asia 22% per salvare                                     | Fabio 29% per salvare   | Fabio 29% per salvare   | Sossio 39% per la finale       | Sossio 39% per la finale       | Fernanda 21% per salvare | Fernanda 21% per salvare | Aristide 33% per la finale      | Aristide 33% per la finale      | Antonio 8% per salvare      | Antonio 8% per salvare      | Paola 45% per la finale            | Paola 45% per la finale            | Paolo 45% per la finale            | Paolo 45% per la finale            | Patrick 42% per la finale          | Patrick 42% per la finale          | Antonella 46% per salvare                               | Aristide 34% per salvare                                |                             |
| Eliminati              | Fabio 3 voti per eliminare      | Eliminazione annullata      | Elisa 30% per salvare                                   | Elisa 30% per salvare                                   | Sergio 15% per salvare                                  | Pasquale 27% per salvare                                | Pasquale 27% per salvare                                | Iván 48% per salvare                                    | Eliminazione annullata      | Eliminazione annullata      | Rita 28% per salvare                       | Rita 28% per salvare        | Rita 28% per salvare        | Michele 7% per salvare                                       | Michele 7% per salvare                                       | Michele 10% per salvare                                        | Michele 10% per salvare                                        | Serena 42% per salvare                       | Serena 42% per salvare                       | Serena 38% per salvare                     | Serena 38% per salvare                     | Pago 47% per salvare                                            | Pago 47% per salvare                                            | Eliminazione annullata                         | Eliminazione annullata                         | Asia 12% per salvare                            | Asia 12% per salvare                            | Asia 22% per salvare                                     | Asia 22% per salvare                                     | Fabio 29% per salvare   | Fabio 29% per salvare   | Sossio 39% per la finale       | Sossio 39% per la finale       | Fernanda 21% per salvare | Fernanda 21% per salvare | Aristide 33% per la finale      | Aristide 33% per la finale      | Antonio 8% per salvare      | Antonio 8% per salvare      | Paola 45% per la finale            | Paola 45% per la finale            | Paolo 45% per la finale            | Paolo 45% per la finale            | Antonella 34% per la finale        | Antonella 34% per la finale        | Patrick 48,5% per salvare                               | Sossio 24% per vincere                                  |                             |
| Eliminati              | Fabio 3 voti per eliminare      | Eliminazione annullata      | Elisa 30% per salvare                                   | Elisa 30% per salvare                                   | Sergio 15% per salvare                                  | Pasquale 27% per salvare                                | Pasquale 27% per salvare                                | Iván 48% per salvare                                    | Eliminazione annullata      | Eliminazione annullata      | Rita 28% per salvare                       | Rita 28% per salvare        | Rita 28% per salvare        | Michele 7% per salvare                                       | Michele 7% per salvare                                       | Michele 10% per salvare                                        | Michele 10% per salvare                                        | Serena 42% per salvare                       | Serena 42% per salvare                       | Serena 38% per salvare                     | Serena 38% per salvare                     | Pago 47% per salvare                                            | Pago 47% per salvare                                            | Eliminazione annullata                         | Eliminazione annullata                         | Asia 12% per salvare                            | Asia 12% per salvare                            | Asia 22% per salvare                                     | Asia 22% per salvare                                     | Fabio 29% per salvare   | Fabio 29% per salvare   | Valeria 17% per la finale      | Valeria 17% per la finale      | Fernanda 21% per salvare | Fernanda 21% per salvare | Sara 19% per la finale          | Sara 19% per la finale          | Antonio 8% per salvare      | Antonio 8% per salvare      | Licia 22% per la finale            | Licia 22% per la finale            | Teresanna 15% per la finale        | Teresanna 15% per la finale        | Denver 24% per la finale           | Denver 24% per la finale           | Paolo 44% per vincere                                   | Paola 56% per vincere                                   |                             |

## Episodi di particolare rilievo
- Giorno 1: Viene aperto un televoto in cui viene chiesto se Serena Enardu può entrare nella casa per chiarire la situazione con l'ex Pago, dopo l'esperienza di Temptation Island VIP. Il primo giorno entrano nella casa 15 dei 23 partecipanti, ma solo 10 di loro accedono alla casa vera e propria; infatti, Pasquale Laricchia, Patrick Ray Pugliese, Sergio Volpini, Salvo Veneziano e Fabio Testi sono mandati in una sezione della casa più spartana, il privé. Barbara Alberti, invece, viene mandata nella suite, per poi accedere nella casa direttamente due giorni dopo.
- Giorno 3: Entrano nella casa i rimanenti 8 concorrenti (Barbara Alberti, Andrea Montovoli, Elisa De Panicis, Carlotta Maggiorana, Aristide Malnati, Antonio Zequila, Fernanda Lessa e Iván González). Il risultato del televoto per l'ingresso di Serena è: No 51%, Sì 49%.
- Giorno 6: Salvo Veneziano, in seguito a commenti maschilisti e offensivi nei confronti di alcune concorrenti della Casa, è stato ufficialmente espulso e di conseguenza deve abbandonare immediatamente la Casa e il gioco. Il televoto che vede coinvolto lui e Patrick Ray Pugliese viene pertanto sospeso.
- Giorno 13: Per fare le nomination della settimana vengono fatte tre prove con delle squadre a coppie. Chi perde va in nomination. Antonio Zequila e Paola Di Benedetto contro Carlotta Maggiorana e Andrea Denver, Clizia Incorvaia e Michele Cucuzza contro Fabio Testi e Fernanda Lessa, Antonella Elia e Patrick Ray Pugliese contro Iván González e Licia Nunez.
- Giorno 15: Il Grande Fratello decide di far fare agli inquilini delle nomination fuori dalla puntata settimanale; il più votato, in questo caso Fernanda Lessa, va al televoto con i due nominati della puntata successiva.
- Giorno 17: Tra i nominati della puntata non è prevista una eliminazione; infatti, il meno votato al televoto sarà il primo nominato della puntata successiva. I nominati sono Barbara Alberti, Fernanda Lessa e Patrick Ray Pugliese.
- Giorno 18: Barbara Alberti viene portata in una struttura sanitaria per degli accertamenti ospedalieri a causa di una indisposizione, dunque ha momentaneamente abbandonato la Casa. Il televoto che la vedeva contrapposta a Fernanda Lessa e Patrick Ray Pugliese viene pertanto annullato.
- Giorno 24: Serena Enardu entra nella casa in veste di nuova concorrente. Tra i nominati della puntata non è prevista una eliminazione; infatti, il meno votato al televoto sarà il primo nominato della puntata successiva.
- Giorno 27: Michele Cucuzza risulta il meno votato nella nomination, pertanto viene designato come primo nominato alla successiva nomination, e va al televoto con Barbara Alberti, Adriana Volpe e Fabio Testi. Carlotta Maggiorana decide di ritirarsi dal gioco per motivi personali.
- Giorno 34: Tra i nominati della puntata non è prevista una eliminazione; infatti, il meno votato al televoto sarà il primo nominato della puntata successiva. Barbara Alberti decide di ritirarsi dal gioco per motivi personali.
- Giorno 38: Serena Enardu risulta la meno votata nella nomination, pertanto viene designata come prima nominata alla successiva nomination, e va al televoto con Fabio Testi.
- Giorno 41: Asia Valente, Teresanna Pugliese e Sara Soldati entrano nella casa come nuove aspiranti concorrenti.
- Giorno 45: Tra i nominati della puntata non è prevista una eliminazione; infatti, il meno votato al televoto sarà il primo nominato della puntata successiva.
- Giorno 47: Il televoto che vedeva coinvolti Andrea Montovoli, Antonella Elia, Clizia Incorvaia e Paola Di Benedetto è stato annullato a causa di un provvedimento disciplinare preso nei confronti di un concorrente che ha pronunciato frasi inaccettabili.
- Giorno 48: Clizia Incorvaia viene ufficialmente squalificata dal gioco per offese di stampo mafioso nei confronti di Andrea Denver. Nella stessa puntata Andrea Montovoli decide di ritirarsi dal gioco per motivi personali. Valeria Marini e Sossio Aruta entrano come concorrenti ufficiali, visto i numerosi abbandoni. Tra i nominati della puntata troviamo le tre aspiranti concorrenti Asia, Sara e Teresanna, nonché il concorrente più nominato, Fabio Testi; tra questi non è prevista una eliminazione e il meno votato al televoto sarà il primo nominato della puntata successiva.
- Giorno 55: Fabio Testi, dopo aver visionato un videomessaggio del figlio che abita in Cina, chiede al pubblico di votarlo per abbandonare la Casa a causa di essere venuto a conoscenza del Coronavirus perché è preoccupato per il figlio. Nove concorrenti lo votano, ed essendo matematica la sua nomination Asia Valente, Sara Soldati, Teresanna Pugliese e Valeria Marini non effettuano le proprie nomination.
- Giorno 63: I concorrenti vengono aggiornati da Michele Cucuzza sulla Pandemia di COVID-19 del 2019-2021 e sul decreto del Presidente del Consiglio Giuseppe Conte di blocco momentaneo e divieto di spostamenti non necessari su tutto il territorio nazionale, successivamente ricevono gli aggiornamenti dai loro familiari. Per la settima volta la realtà è entrata a far parte del reality: già nel 2001 (in forma indiretta), in seguito agli attentati dell'11 settembre (accaduti tre giorni prima del previsto inizio del programma), la prima puntata della seconda edizione venne posticipata di una settimana; poche settimane più tardi ai partecipanti della medesima edizione venne comunicato l'inizio della Guerra in Afghanistan ad opera degli Stati Uniti; i concorrenti della terza edizione, furono informati tramite un videomessaggio (e una bandiera della pace lanciata dalle Iene) della guerra d'Iraq, successivamente nella quinta edizione del 2004 la D'Urso diede notizia agli inquilini della liberazione delle due volontarie Simona Pari e Simona Torretta, rapite in precedenza in Iraq, mentre nel 2009, durante la nona edizione, i concorrenti vennero informati del terremoto dell'Aquila ed, infine, nel 2015 durante la quattordicesima edizione, vennero informati degli attentati terroristici del 13 novembre a Parigi.
- Giorno 64: Alfonso Signorini da questa puntata si collega con i ragazzi dagli studi di Milano invece che da Roma, in compagnia del solo Pupo, senza pubblico e concorrenti eliminati in studio. Solo chi fra questi abitano nella capitale, ovvero Michele Cucuzza e Rita Rusić, sono in collegamento dallo studio di Roma di Cinecittà.
- Giorno 67: I concorrenti vengono aggiornati, tramite un videomessaggio, da Alfonso Signorini sulla situazione della pandemia di COVID-19 in Italia.
- Giorno 71: Durante la puntata viene decretato il primo finalista e c'è una seconda eliminazione: attraverso una catena di salvataggio rimangono fuori da questa Sossio Aruta e Teresanna Pugliese, che scelgono ciascuno un concorrente da portare con loro ad un televoto flash, ovvero Licia Nunez e Valeria Marini, rispettivamente. Il più votato, ovvero Sossio, viene decretato come primo finalista, mentre il meno votato, Valeria, deve abbondare immediatamente la casa.
- Giorno 72: Adriana Volpe è costretta ad abbandonare il gioco a causa di motivi familiari.
- Giorno 78: Durante la puntata viene decretato il secondo finalista e c'è una seconda eliminazione: ad ognuno dei concorrenti rimasti, tranne il già finalista Sossio, viene chiesto chi non merita la finale a loro avviso, e il più votato risulta essere Antonio Zequila; a quest'ultimo viene chiesto chi scegliere di portare a un televoto flash con lui, ovvero Sara Soldati, che a sua volta sceglie Teresanna Pugliese, che a sua volta sceglie Aristide Malnati. Il più votato al televoto, ovvero Aristide, viene decretato come secondo finalista, mentre il meno votato, Sara, deve abbandonare immediatamente la casa. Anche le nomination della settimana vengono svolte in maniera differente: infatti, dai due finalisti, Sossio e Aristide, parte una catena di salvataggio da cui rimangono fuori Paolo Ciavarro e Patrick Ray Pugliese, che a loro volta scelgono di portare con loro al televoto settimanale Antonio Zequila.
- Giorno 85: Durante la puntata vengono decretati il terzo e quarto finalista e ci sono altre due eliminazioni oltre alla classica eliminazione del televoto settimanale: ai tre uomini rimasti nella casa (esclusi Sossio e Aristide) viene chiesto ad ognuno di loro chi delle quattro donne rimaste non merita la finale, rimanendo fuori Paola Di Benedetto, che va ufficialmente al televoto flash; in seguito, a Sossio e Aristide viene chiesto di scegliere due nomi di due donne che debbano andare al televoto con Paola, ovvero Licia Nunez e Antonella Elia. La più votata al televoto, ovvero Paola, viene decretata come terza finalista, e la meno votata, Licia, deve abbandonare immediatamente la casa. In seguito viene aperto un secondo televoto flash: l'unica donna rimasta fuori, ovvero Teresanna Pugliese, deve scegliere un uomo da portare con lei al televoto, ovvero Paolo Ciavarro, che a sua volta sceglie Andrea Denver. Il più votato, ovvero Paolo, viene decretato come quarto finalista, e il meno votato, Teresanna, deve abbandonare immediatamente la casa. Al televoto settimanale vanno Antonella Elia, Patrick Ray Pugliese e Andrea Denver, due dei quali diventeranno gli ultimi due finalisti ufficiali, mentre il terzo verrà eliminato.
- Giorno 92: Ultima puntata nella quale viene decretato il vincitore di questa quarta edizione di GFVIP; inoltre, quasi tutti gli eliminati della casa sono in collegamento direttamente dalle proprie abitazioni ad eccezione di Antonio Zequila e Licia Nunez che si trovano nello studio di Cinecittà a Roma, dove vengono accolti gli eliminati di serata. Al televoto per accedere alla finale ci sono Antonella, Patrick ed Andrea Denver: Signorini comunica che ad accedervi è Patrick, ma spiega che quest'anno, per la prima volta, ad accedere alla finale saranno in sei e non in cinque, aprendo un nuovo televoto tra i due rimasti che viene vinto da Antonella; Denver abbandona, così, la casa. Dopodiché, i sei finalisti devono scegliere dei "blocchetti" colorati di rosso e di bianco: l'unico blocchetto bianco permette al finalista che lo trova di scegliere un avversario con cui andare al televoto. È Antonella a prenderlo che sceglie di sfidare Sossio al televoto flash. Dopo aver ricevuto entrambi una sorpresa dai loro cari, Signorini annuncia che l'eliminato è Antonella e che Sossio è ufficialmente sul podio. Il gioco dei "blocchetti" continua e Paolo Ciavarro sceglie di portare con sé al televoto flash Aristide Malnati, televoto che porta l'eliminazione di quest'ultimo con conseguente finale per il giovane. L'ultima sfida, quindi, è quella tra Patrick e Paola di Benedetto, sfida che viene vinta dalla ragazza con l'eliminazione di Patrick. Signorini apre, così, un altro televoto flash tra i tre finalisti: Paola Di Benedetto, Paolo Ciavarro e Sossio Aruta; è proprio quest'ultimo, l'ex calciatore professionista, a dover rinunciare alla vittoria. Dopo dei momenti di forti emozioni per i due, Signorini li fa uscire dalla casa per annunciare il vincitore della quarta edizione del GFVIP; si tratta di Paola Di Benedetto che, emozionata, scoppia in lacrime. Dalla porta rossa irrompono gli eliminati di serata che festeggiano con la giovane vincitrice (seppur mantenendosi a distanza di sicurezza come imposto dal decreto legge anti Coronavirus). Infine, Paola decide di devolvere l'intero montepremi di 100 000 € alla Croce Rossa nazionale. Sulle note di Vivere di Vasco Rossi cantata da concorrenti dell'edizione attuale e di quelle passate si chiude la quarta edizione del Grande Fratello VIP.

## Ascolti
| Puntata    | Messa in onda    | Telespettatori | Share  | Ospiti                                              |
| ---------- | ---------------- | -------------- | ------ | --------------------------------------------------- |
| 1          | 8 gennaio 2020   | 3 405 000      | 20,15% | Serena Enardu                                       |
| 2          | 10 gennaio 2020  | 2 922 000      | 16,76% | Serena Enardu, Imma Battaglia                       |
| 3          | 15 gennaio 2020  | 3 402 000      | 20,23% | Paola Caruso                                        |
| 4          | 17 gennaio 2020  | 3 009 000      | 17,67% | Vittorio Cecchi Gori, Miriana Trevisan              |
| 5          | 20 gennaio 2020  | 3 111 000      | 18,54% | Valeria Marini                                      |
| 6          | 24 gennaio 2020  | 2 761 000      | 16,24% | Pietro Delle Piane                                  |
| 7          | 27 gennaio 2020  | 3 348 000      | 19,30% | Valeria Marini, Barbara Eboli, Luca Zocchi          |
| 8          | 31 gennaio 2020  | 2 920 000      | 17,00% | Eleonora Giorgi                                     |
| 9          | 3 febbraio 2020  | 3 282 000      | 19,26% | Eva Robin's, Riccardo Fogli                         |
| 10         | 10 febbraio 2020 | 3 292 000      | 19,32% | Pietro Delle Piane, Lory Del Santo, Pedro Settembre |
| 11         | 14 febbraio 2020 | 3 058 000      | 18,69% | Roberto Parli                                       |
| 12         | 17 febbraio 2020 | 3 319 000      | 19,52% | Eleonora Giorgi, Massimo Ciavarro, Luca Zocchi      |
| 13         | 21 febbraio 2020 | 3 100 000      | 18,45% | Valeria Marini                                      |
| 14         | 24 febbraio 2020 | 3 480 000      | 18,25% | –                                                   |
| 15         | 2 marzo 2020     | 3 650 000      | 18,94% | –                                                   |
| 16         | 11 marzo 2020    | 3 743 000      | 19,00% | –                                                   |
| 17         | 18 marzo 2020    | 3 899 000      | 18,78% | –                                                   |
| 18         | 25 marzo 2020    | 4 048 000      | 19,10% | –                                                   |
| Semifinale | 1º aprile 2020   | 3 980 000      | 18,25% | –                                                   |
| Finale     | 8 aprile 2020    | 4 544 000      | 23,17% | Massimo Ciavarro, Pietro Delle Piane                |
| Media      | Media            | 3 414 000      | 18,83% |                                                     |